# Pantalla de carga

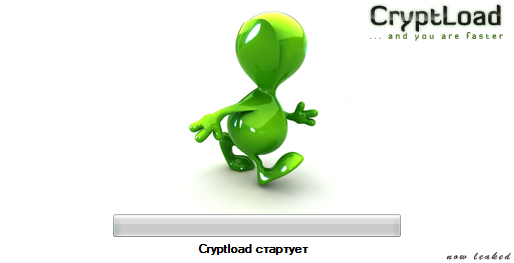
Un ejemplo de pantalla de carga.

Una pantalla de carga es una pantalla que muestra un programa de ordenador, muy a menudo un videojuego, mientras la aplicación se está cargando (mientras mueve datos del programa desde el disco a la memoria RAM) o se está iniciando.
En los primeros videojuegos, las pantallas de carga también eran una oportunidad para que los artistas gráficos fueran creativos sin las limitaciones técnicas que a menudo requerían los gráficos del juego.Las herramientas para dibujar también eran limitadas durante este tiempo. Melbourne Draw, una de las pocas herramientas para pantallas de 8 bits con función de zoom, fue el programa elegido por los artistas.
Si bien las pantallas de carga siguen siendo comunes en videojuegos, la carga en segundo plano ahora se usa en muchos juegos, especialmente en entregas de mundo abierto, para eliminar las pantallas de carga mientras se recorre normalmente el juego, haciéndolas aparecer solo cuando el jugador se "teletransporta" más allá de la distancia de renderizado (por ejemplo, usando viajes rápidos) o cuando se viaja más rápido de lo que el juego es capaz de cargar.

## Tiempos de carga
Las pantallas de carga que ocultan el tiempo que tarda un programa en cargarse eran comunes cuando los juegos de ordenador se cargaban desde un casete, un proceso que podía tomar cinco minutos o más.Hoy en día, la mayoría de los juegos se descargan digitalmente y, por lo tanto, se cargan desde el disco duro, lo que significa que los tiempos de carga son más rápidos. No obstante, algunos juegos también se cargan desde un disco óptico, aunque más rápidos que los anteriores medios magnéticos, siguen incluyendo pantallas de carga para ocultar la cantidad de tiempo que lleva iniciar el juego en la memoria RAM.
Debido a que los datos de la pantalla de carga deben leerse desde un disco, es posible que en realidad se aumente el tiempo de carga total. Por ejemplo, con un juego de ZX Spectrum, los datos de la pantalla ocupan 6 kilobytes, lo que representa un aumento en el tiempo de carga de alrededor de un 13% respecto al mismo juego sin pantalla de carga.Sin embargo, recientemente, el hardware más potente ha disminuido significativamente este efecto.

## Variaciones

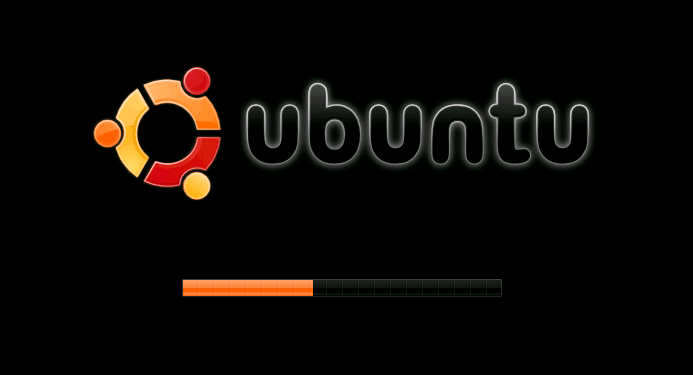
Pantalla de carga del sistema operativo Ubuntu, mostrando el proceso de arranque.

No es necesario que la pantalla de carga sea una imagen estática. Algunas pantallas de carga muestran una barra de progreso o una cuenta regresiva para mostrar cuántos datos se han cargado realmente. Otros, recientemente, ni siquiera son una imagen, sino un pequeño vídeo, o tienen partes animadas en tiempo real.
Variaciones como la barra de progreso a veces se programan para reflejar de manera inexacta el paso del tiempo o se extienden durante la carga; optando en cambio por pausas artificiales o tartamudeos. Esto se puede hacer en los juegos por una multitud de razones, incluyendo alentar a los jugadores a participar en la exposición durante el tiempo fuera del juego y brindarle al jugador una transición inmersiva entre escenas. Un ejemplo notable del uso de esta práctica es el del juego de estrategia en tiempo real llamado Age of Empires, en el que el programador Greg Street describe su método para cronometrar los tiempos de carga visual con colas de script apropiadas al cargar un mapa generado aleatoriamente. Otros desarrolladores describen la necesidad de un temporizador de carga artificial a pesar de que los avances técnicos hacen que los tiempos de carga modernos sean casi instantáneos para permitir al jugador una transición fluida entre los segmentos del juego. Esta técnica también tiene fundamento en la percepción percibida del rendimiento denotada por los tiempos de carga. Esta percepción puede verse alterada por factores como el movimiento de una barra de progreso.
Otras pantallas de carga funcionan como pantallas informativas, proporcionando al usuario información para leer. Esta información solo puede estar ahí para contar historias y/o entretenimiento o puede brindarle al usuario información que puede utilizar cuando se completa la carga, por ejemplo, los objetivos de la misión en un juego, o consejos para su aventura. En juegos de lucha las pantallas de carga suelen ser una pantalla de versus, que muestra los luchadores que participarán en el combate.

### Minijuegos
Algunos juegos incluso han incluido minijuegos en su pantalla de carga, en particular, Skyline Attack, de 1983, para Commodore 64 y Joe Blade 2 en ZX Spectrum. Un juego de carga muy conocido fue Invade-a-Load. Otro ejemplo es "el cuestionario de los comerciantes" en Dota 2, que era más una pantalla de búsqueda de juegos que una pantalla de carga.
Namco ha utilizado minijuegos jugables durante pantallas de carga en repetidas ocasiones. Los ejemplos incluyen variaciones de sus antiguos juegos de arcade (Galaxian o Rally-X, por ejemplo) como pantallas de carga al iniciar por primera vez muchos de sus primeros lanzamientos dePlayStation. Incluso hasta el día de hoy, sus juegos dePlayStation 2, como Tekken 5, todavía las usan para mantener a la gente ocupada mientras la escena se carga. Namco presentó una patente en 1995 que impedía que otras compañías tuvieran minijuegos jugables en sus pantallas de carga, la cual expiró en 2015.      Los juegos recientes de la compañía EA Sports tienen sesiones de "calentamiento". Por ejemplo, FIFA 11 hace que el jugador lance tiros libres en solitario y NBA Live 10 tiene una serie de tiros entre dos jugadores mientras se carga el juego. NBA Live 08 presenta una prueba de conocimientos generales para cuatro jugadores. Las versiones para PlayStation 3 y Xbox 360 de MX vs. ATV: Untamed de THQ permiten al jugador participar en una sesión de viaje gratuito en el campo de prueba.

### Vídeos
Algunos juegos, como algunos títulos de la saga Call of Duty, tienen vídeos que muestran una introducción al nivel mientras el juego se carga en segundo plano. Normalmente, cuando el nivel está completamente cargado, se puede omitir el vídeo restante. El vídeo no se aplica necesariamente a lo que está sucediendo en el nivel, ya que, por ejemplo, Red Faction: Guerrilla a veces muestra noticias que presagian eventos que serán importantes más adelante, o que dan información sobre el universo del juego.

### Música
En la Commodore 64, las pantallas de carga a menudo presentaban música chiptune utilizando el chip de sonido SID avanzado de la consola.